# Аякс (линеен кораб, 1912)
Вижте пояснителната страница за други значения на Аякс.
„Аякс“ (на английски: HMS Ajax) е британски линеен кораб. Последният в серията от 4 британски линкора на типа „Кинг Джордж V“. Заложен е през 1911 г. в корабостроителницата на „Скотс“ в Грийнок (Шотландия) на река Клайд. Завършен през 1913 г., участва в Ютландското сражение през 1916 г., през 1919 г. действа в Средиземно и Черно морета, преди да бъде отписан от флота през 1924 г.

## Строителство
„Аякс“ е заложен в частната корабостроителница „Скотс“ на 27 февруари 1911 г. Главната енергетична установка е произведена от фирмата-строител на кораба. Наречен е в чест на Аякс Теламонид, гръцкия герой от Троянската война, отличаващ се с безумна храброст и считан за най-могъщия герой на гърците след Ахил.
Спуснат на вода на 21 март 1912 г. Заводски изпитания – от април 1913 г.
Пробезите на мерната миля в Полперо преминават в периода 12 – 13 май 1913 г. Извършва серия от четири пробега (с трилопастните винтове). На третия пробег развива обща мощност на турбините към гребните валове от 29 250 к.с., при средна честота на въртене на гребните винтове 337,5 об/мин достига максимална скорост от 21,225 възела.
Влиза в състава на флота през август 1913 г. Стапелният период на строеж на кораба е 13 месеца, дострояването на вода отнема 17 месеца. Всичко строителството на „Аякс“ продължава 30 месеца, стойността на построяването е 1 889 387 паунда. Екипажът на кораба, съгласно щатното разписание, през 1914 г. наброява 869 души.